# BMC Profesyonel

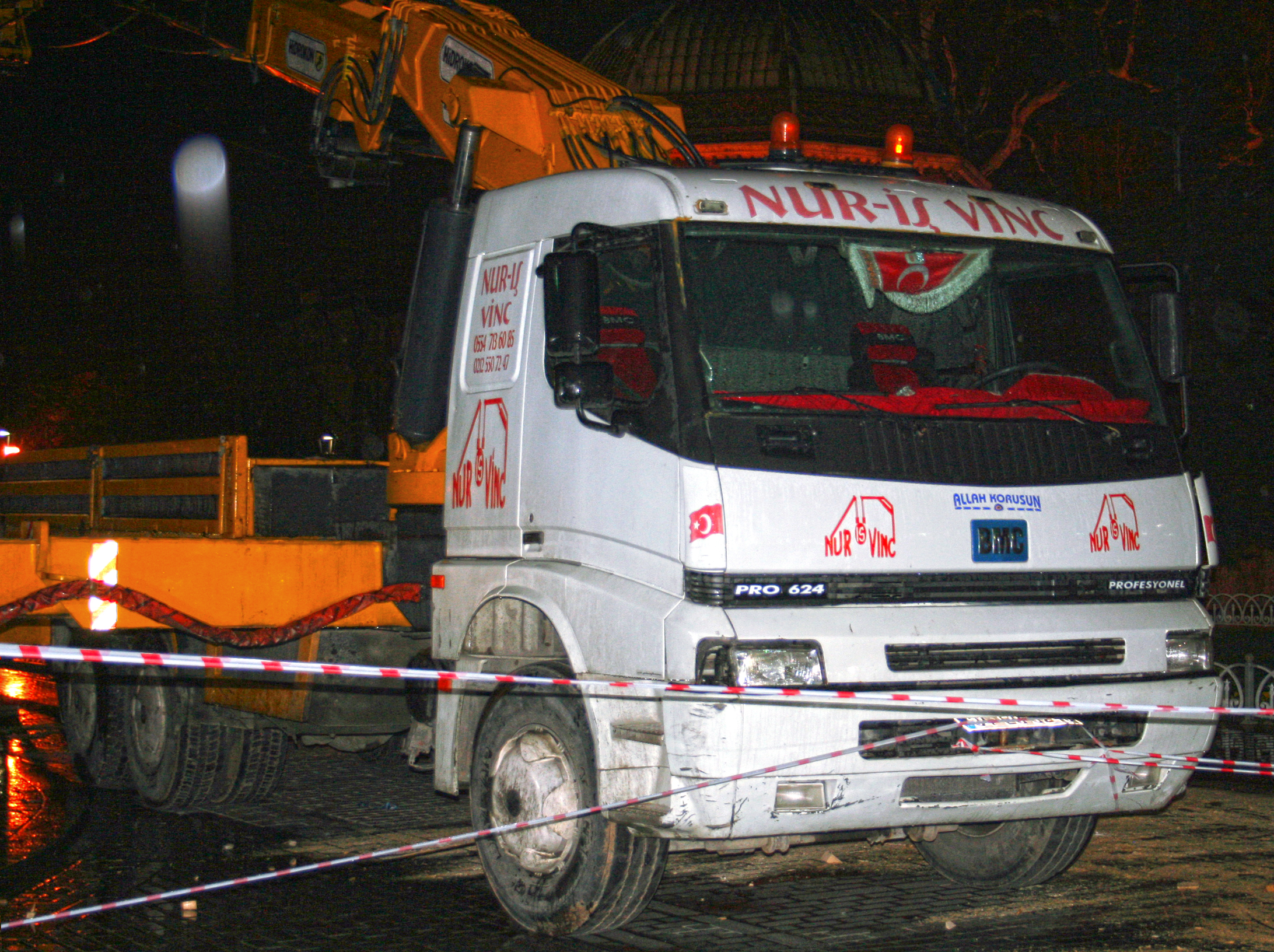
BMC Profesyonel І (1996-2009)

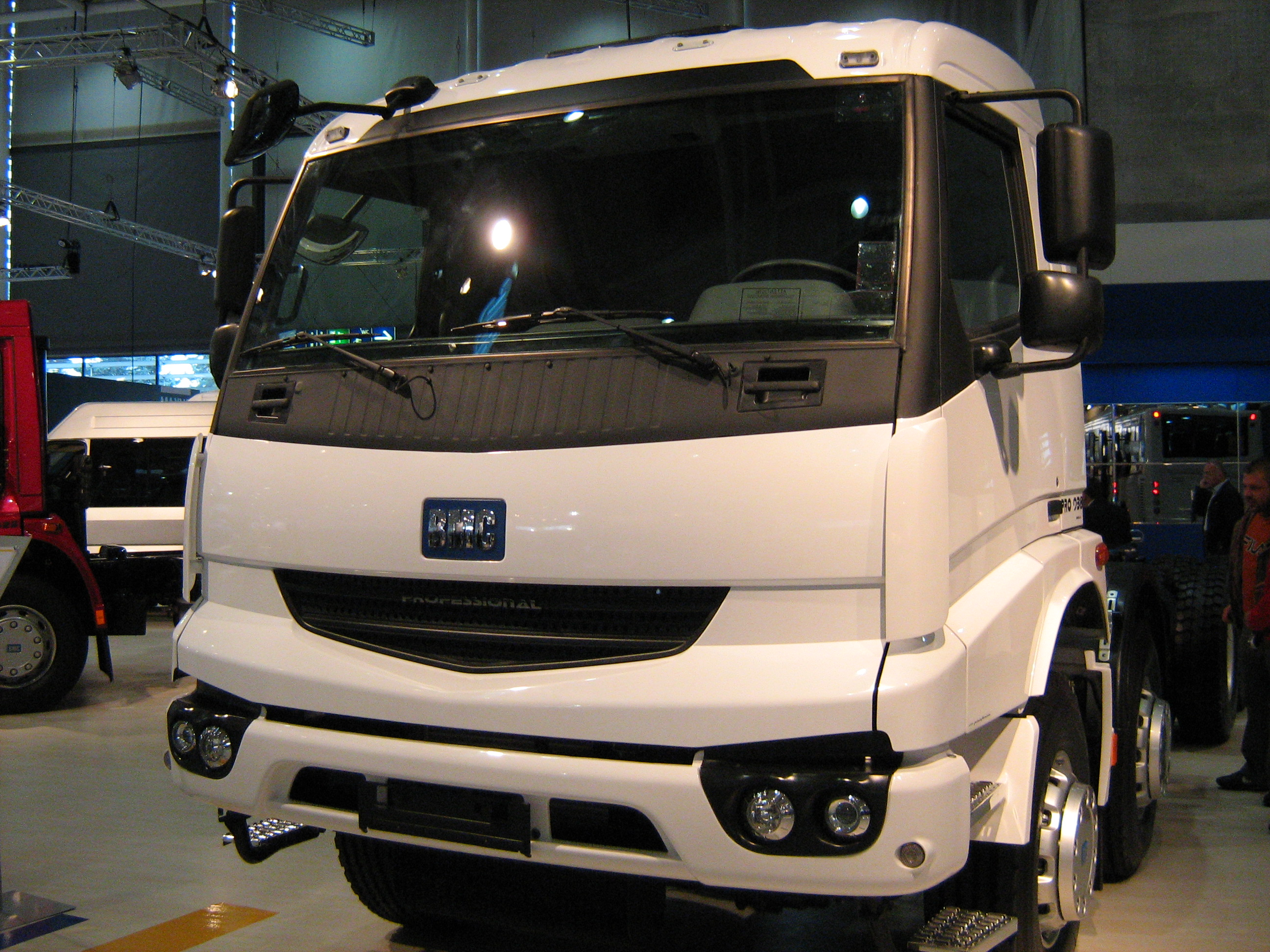
BMC Profesyonel ІІ (з 2007)

BMC Profesyonel скорочено Pro (на експорт - Professional) — сімейство середніх і важких вантажівок створених на шасі BMC Fatih з досконалішими агрегатами і новою кабіною розробки італійської фірми Pininfarina. Цю гаму з 1996 року випускають в двох десятках виконань повною масою до 26 т. З колісними формулами 4x2, 6x2, 6x4 і 8x2. Автомобілі оснащуються двигунами Cummins потужністю від 170 к.с. до 350 к.с. і коробками передач ZF.
У 2007 році представлена оновлена версія, вантажівка отримала змінений дизайн передньої частини, змінам піддався салон автомобіля. З'явився потужний двигун - 420 к.с., відтепер є варіант кабіни з високим дахом.

## Моделі
- BMC 415
- BMC 518
- PRO 522
- PRO 625
- PRO 822 LHF
- PRO 827
- PRO 940